# Ліза Батіашвілі
Елізабет Батіашвілі часто Ліза або Лізі Батіашвілі, груз. ლიზა ბათიაშვილი, нім. Lisa Batiaschwili; народилася 1979, Тбілісі) — німецька скрипалька грузинського походження. Дружина французького гобоїста Франсуа Лелйо.

## Біографія
Донька скрипаля й піаністки, почала займатися музикою під керівництвом свого батька. У 1991 р разом з сім'єю переселилася в Німеччину. Навчалася у Гамбурзькій Вищій школі музики у Марка Лубоцького, потім в Мюнхені у Анни Чумаченко.
У 2001 р випустила перший альбом з творами Йоганна Себастьяна Баха, Франца Шуберта та Йоганнеса Брамса. Нею записані також твори Моцарта (разом з Франсуа Льольо), Бетховена, Сібеліуса, вона виконувала  твори Прокоф'єва і Шостаковича.

## Творчі контакти
Для Батіашвілі написаний скрипковий концерт Магнуса Ліндберга, який вона вперше виконала у 2006р в Швеції, США. У 2008 в Лондоні разом з чоловіком (у супроводі Симфонічного оркестру Бі-Бі-Сі) виконала присвячений їм двом концерт Гії Канчелі Розколота пісня

## Визнання
У 1995 р була нагороджена другою премією на Міжнародному конкурсі скрипалів імені Сібеліуса. За участь в Бетховенському фестивалі в Бонні була удостоєна Бетховенського кільця (2006). У 2009 році стала лауреатом Премії Академії Кіджі.

## Дискографія
1 лютого 2011 — Echoes of Time